# Torneo de la Liga Encarnacena de Fútbol 2012
El torneo de la liga encarnacena de fútbol (categoría mayor), es un torneo de la Liga encarnacena de fútbol. Está conformado por 11 equipos, de los cuales el campeón tiene un cupo para jugar la clasificación al Campeonato B Nacional 2013.

## Formato de la competición
Es utilizado el sistema de todos contra todos a partidos de ida y vuelta, de a 2 rondas compuestas por once fechas cada una con localía recíproca o neutral. En cada fecha, un equipo queda libre, y vuelve a jugar el partido "pendiente" en la próxima fecha con el próximo equipo que estará libre en la próxima fecha. El ganador del torneo es el que más puntos acumulados tiene.
Para determinar el campeón absoluto de la temporada, se hace una "finalísima" de ida y vuelta entre los campeones de cada ronda. Si el mismo equipo sale campeón en ambas rondas, se consagra el campeón absoluto.

## Lugar de la competiciòn
La Liga Encarnacena de Fútbol es la institución que se encarga de la promoción, organización y reglamentación de las competiciones de alto rendimiento del fútbol realizadas en la ciudad de Encarnación y Capitán Miranda. Está afiliada a la Federación de Fútbol del Séptimo Departamento Itapúa y esta a su vez a la Unión del Fútbol del Interior.

## Equipos participantes
- 1º de marzo
- San Juan
- Los Labriegos
- Nueva Estrella
- Universal
- Pettirosi
- Athletic
- Nacional
- Dep. Capitán Miranda
- Dep. Encarnación
- 22 de septiembre

## Rueda 2

### Posiciones actuales
- Actualizado a la 10º fecha 2.ª rueda

### Resultados
| Pos | Equipo           | Pts | PJ | Dif. de gol |
| --- | ---------------- | --- | -- | ----------- |
| 1º  | 22 de Septiembre | 24  | 10 | 7           |
| 2º  | athletic         | 23  | 10 | 7           |
| 3º  | universal        | 23  | 10 | 7           |
| 4º  | dvo.encarnación  | 17  | 10 | 7           |
| 5º  | dvo cap miranda  | 15  | 10 | 7           |
| 6º  | los labriegos    | 13  | 10 | 7           |
| 7º  | nva. estrella    | 12  | 10 | 7           |
| 8º  | pettirossi       | 11  | 10 | 7           |
| 9º  | nacional         | 10  | 10 | 7           |
| 10º | 1.º de marzo     | 5   | 10 | 7           |
| 11º | sanjuan          | 4   | 10 | 7           |

| Fecha 1 (25 de marzo) | Fecha 1 (25 de marzo) | Fecha 1 (25 de marzo) |
| Equipo Local          | Resultado             | Equipo Visitante      |
| --------------------- | --------------------- | --------------------- |
| Universal             | 2 - 4                 | 22 de Septiembre      |
| Dvo. Cap. Miranda     | 2 - 1                 | Los labriegos         |
| Nva. Estrella         | 2 - 0                 | San Juan              |
| Athletic              | 1 - 1                 | Nacional              |
| Dvo. Encarnación      | 0 - 2                 | Pettirosi             |

| Fecha 2 (1 de abril) | Fecha 2 (1 de abril) | Fecha 2 (1 de abril) |
| Equipo Local         | Resultado            | Equipo Visitante     |
| -------------------- | -------------------- | -------------------- |
| 1º de Marzo          | 0 - 1                | San Juan             |
| Nva. Estrella        | 1 - 1                | Athletic             |
| Pettirosi            | 5 - 1                | Universal            |
| Nacional             | 2 - 2                | Dvo. Encarnación     |
| 22 de seteimbre      | 3 - 1                | Los labriegos        |

| Fecha 3 (8 de abril) | Fecha 3 (8 de abril) | Fecha 3 (8 de abril) |
| Equipo Local         | Resultado            | Equipo Visitante     |
| -------------------- | -------------------- | -------------------- |
| Universal            | 1 - 0                | Nacional             |
| Los labriegos        | 1 - 1                | Pettirosi            |
| Athletic             | 0 - 0                | 1º de marzo          |
| Dvo. Cap. Miranda    | 2 - 5                | 22 de Septiembre     |
| Dvo. Encarnación     | 2 - 1                | Nva. estrella        |

| Fecha 4 (14,15 de abril) | Fecha 4 (14,15 de abril) | Fecha 4 (14,15 de abril) |
| Equipo Local             | Resultado                | Equipo Visitante         |
| ------------------------ | ------------------------ | ------------------------ |
| San Juan                 | vs                       | Athletic                 |
| Nacional                 | vs                       | Los labriegos            |
| Nva estella              | vs                       | Universal                |
| 1º de marzo              | vs                       | Dvo. encarnación         |
| Pettirossi               | vs                       | Dvo. Cap. Miranda        |